# Adolfo de Osnabrueck
Santo Adolfo de Osnabrueck nasceu por volta de 1185 na cidade de Vestfália, Alemanha, filho do conde Simão de Teckelenburg. Foi educado pelos monges do famoso mosteiro Cisaterciano de Camp as margens do Rio Reno. O exemplo dos monges cisatercienses e a sua vida devotada a Deus e a Igreja Católica exerceram forte impressão. Foi ordenado e tornou-se cônego da Igreja Metropolitana de Colônia. Em 1216 foi indicado Bispo de Osnabrueck onde se tornou popular e famoso pela sua bonomia.
Segundo a tradição ele cuidava pessoalmente de alguns doentes, inclusive dos leprosos. Certo dia, ele tratou de um leproso com bastante atenção, e aqueles que acompanhavam o bispo, com medo dele contrair a doença, levaram o leproso para um lugar ignorado. Porém, no dia seguinte Santo Adolfo foi para o mesmo local, lá entrou ficando por um longo tempo. Intrigados, os que o acompanhavam, resolveram verificar e encontraram o santo, e o leproso deitado em seu leito. Este foi um dos milagres relatados pelos seus contemporâneos.
Segundo os beneditinos ele era o "almoner of the poor". "Almoner" era uma espécie de autoridade que distribuía bens, medicamentos e moedas às pessoas necessitadas e os instruía como usar os medicamentos e bens recebidos. Assim Santo Adolfo era considerado o "Almoner" dos pobres.
Santo Adolfo veio a falecer em 1224 e seu túmulo logo se tornou local de peregrinação e vários milagres são atribuídos a sua intercessão. O dia de sua festa litúrgica é 17 de junho.